# Chiesa di San Gabriele dell'Addolorata
La chiesa di San Gabriele dell’Addolorata è una chiesa di Roma, nel quartiere Don Bosco, in largo San Gabriele.

## Storia
La chiesa è di recente costruzione. Progettata dall’architetto Gianni Testa, è stata iniziata nel 2007 (la prima pietra è stata posta il 6 maggio), ed i lavori si sono conclusi nel 2009. Il cardinale vicario Agostino Vallini ha consacrato il nuovo edificio la domenica 28 febbraio 2010.
La chiesa è sede di parrocchia, istituita dal cardinale Ugo Poletti il 1 novembre 1981. Essa è dedicata al santo passionista Francesco Possenti, patrono dell’Abruzzo, proclamato santo da papa Benedetto XV nel 1920. È sede del titolo cardinalizio di San Gabriele dell'Addolorata istituito da papa Francesco il 14 febbraio 2015.